# Obata Sinicsiró
Obata Sinicsiró (1952. július 21. –) japán nemzetközi labdarúgó-játékvezető.

## Pályafutása

### Nemzeti játékvezetés
1989-ben lett az I. Liga játékvezetője. Az aktív nemzeti játékvezetéstől 1995-ben vonult vissza.

### Nemzetközi játékvezetés
A Japán labdarúgó-szövetség Játékvezető Bizottsága (JB) terjesztette fel nemzetközi játékvezetőnek, a Nemzetközi Labdarúgó-szövetség (FIFA) 1992-től tartotta nyilván bírói keretében. Több nemzetek közötti válogatott és klubmérkőzést vezetett, vagy működő társának partbíróként segített. Az aktív nemzetközi játékvezetéstől 1993-ban búcsúzott. Válogatott mérkőzéseinek száma: 7.

#### Világbajnokság

##### U17-es labdarúgó-világbajnokság
Japán rendezte az 5., az 1993-as U17-es labdarúgó-világbajnokságot, ahol játékvezetői feladatokat kapott.
| Időpont             | Helyszín                 | Mérkőzés típusa              | Mérkőzés            | Eredmény | Nézők száma |
| ------------------- | ------------------------ | ---------------------------- | ------------------- | -------- | ----------- |
| 1993. augusztus 24. | Városi Stadion, Hirosima | csoportmérkőzés (D. csoport) | Chile–Tunézia       | 2 – 0    | 1503        |
| 1993. augusztus 26. | Városi Stadion, Hirosima | csoportmérkőzés (D. csoport) | Chile–Lengyelország | 3 – 3    | 4851        |

---
A világbajnoki döntőhöz vezető úton Amerikai Egyesült Államokba a XV., az 1994-es labdarúgó-világbajnokságra a FIFA JB bíróként alkalmazta. 1994-től a vezető játékvezetőnek már nem kell partbírói feladatot ellátnia. 

##### Selejtező mérkőzés
| Időpont             | Helyszín                 | Mérkőzés típusa           | Mérkőzés          | Eredmény |
| ------------------- | ------------------------ | ------------------------- | ----------------- | -------- |
| 1993. április 13.   | Nemzetközi Stadion, Doha | előselejtező (C. csoport) | Vietnam–Szingapúr | 2 – 3    |
| 1993. április 18.   | Nemzetközi Stadion, Doha | előselejtező (C. csoport) | Katar–Észak-Korea | 1 – 2    |
| 1993. június 23.    | Nemzeti Stadion, Teherán | előselejtező (B. csoport) | Irán–Omán         | 0 – 0    |
| 1993. június 25.    | Nemzeti Stadion, Teherán | előselejtező (B. csoport) | Omán–Szíria       | 0 – 0    |
| 1993. augusztus 15. | Allianz Stadion, Sydney  | rájátszás                 | Ausztrália–Kanada | 2 – 1    |

#### Ázsia-kupa
Japán rendezte a 10., az 1992-es Ázsia-kupa döntő mérkőzéseit, ahol az AFC JB hívatalnokként foglalkoztatta.

##### Ázsia-kupa mérkőzés
| Időpont           | Helyszín                   | Mérkőzés típusa              | Mérkőzés          | Eredmény | Nézők száma |
| ----------------- | -------------------------- | ---------------------------- | ----------------- | -------- | ----------- |
| 1992. október 29. | Big Arch Stadion, Hirosima | csoportmérkőzés (B. csoport) | Szaúd-Arábia–Kína | 1 – 1    | 15 000      |

## Magyar vonatkozás
| Időpont           | Helyszín                        | Mérkőzés típusa            | Mérkőzés                      | Eredmény | Nézők száma |
| ----------------- | ------------------------------- | -------------------------- | ----------------------------- | -------- | ----------- |
| 1993. március 10. | Mizuho Athletic Stadion, Nagoja | Kirin Kupa (673. mérkőzés) | Egyesült Államok–Magyarország | 0 – 0    | 8000        |